# North Branch, Minnesota
North Branch là một thành phố thuộc quận Chisago, tiểu bang Minnesota, Hoa Kỳ. Năm 2010, dân số của thành phố này là 10125 người.

## Dân số
- Dân số năm 2000: 8023 người.
- Dân số năm 2010: 10125 người.